# Estadio Dyskobolia
El Estadio Dyskobolia (en polaco: Stadion Dyskobolii Grodzisk Wielkopolski), es un estadio de fútbol ubicado en Grodzisk Wielkopolski, Polonia. Es el estadio donde el Dyskobolia Grodzisk Wielkopolski juega sus partidos como local. Desde la temporada 2020-21 el Warta Poznań también disputa sus partidos en el Estadio Dyskobolia debido a que su estadio no se encuentra homologado por la Asociación Polaca de Fútbol.

## Instalaciones
En 1923 se iniciaron las obras de un recinto polideportivo en la ciudad de Grodzisk Wielkopolski, siendo inaugurado el 11 de noviembre de 1925. Desde 1996 se han llevado multitud de trabajos de remodelación y ampliación del aforo, alcanzando los 5.000 asientos, además de modernizar las gradas y construir un hotel, un restaurante e incluso una clínica. La tribuna principal se inauguró el 9 de mayo de 2003.
Después de que el propietario y presidente del Dyskobolia Grodzisk Wielkopolski, Zbigniew Drzymała, acordase la fusión del club con el Polonia Varsovia el 11 de julio de 2008, el estadio cayó en desuso y dejó de acoger partidos de la Ekstraklasa, la máxima categoría del fútbol polaco. Desde entonces, otros equipos de fútbol organizan sus campamentos de verano y entrenamientos en las instalaciones del Dyskobolia, incluyendo la selección de fútbol de Polonia. En 2010 se anunció que el estadio Dyskobolia, junto al hotel GROCLIN, acogerían a la selección polaca durante el transcurso de la Eurocopa 2012; no obstante, en diciembre de 2011, los medios polacos informaron que la selección había elegido el Hotel Hyatt Varsovia de la capital.